# Aristofonte di Azenia
Aristofonte del demo di Azenia (in greco antico: Ἀριστόφων?, Aristóphon; V secolo a.C. – Atene, dopo il 354 a.C.) è stato un politico e oratore ateniese.

## Biografia
Nel 412 a.C. Aristofonte, Lespodia e Melesia furono inviati a Sparta come ambasciatori da parte del governo oligarchico dei Quattrocento.
Durante l'arcontato di Euclide (404 a.C.), dopo l'instaurazione dei Trenta tiranni, Aristofonte propose una legge che causò grande disagio e difficoltà a molte delle famiglie di Atene: non si sarebbe stati cittadini di Atene se la propria madre non fosse stata una donna nata libera.
Egli propose anche varie altre leggi, con le quali acquisì grande popolarità e la piena fiducia del popolo; il loro grande numero può essere dedotto dalla sua dichiarazione di essere stato accusato per 75 volte di aver fatto proposte illegali, ma di esserne sempre venuto fuori vittorioso.
La sua influenza sulla gente si ricava dal fatto che, quando accusò di aver ricevuto tangenti dagli abitanti di Chio e di Rodi Ificrate e Timoteo (due uomini ai quali Atene doveva molto), il popolo condannò Timoteo unicamente per l'affermazione di Aristofonte.
Dopo questo evento Aristofonte fece ancora un'apparizione nell'assemblea: nel 354 a.C. la legge di Leptine contro Demostene. Quest'ultimo, che spesso lo cita, tratta il vecchio Aristofonte con grande rispetto, e lo include tra gli oratori più eloquenti.
Sembra che Aristofonte sia morto poco dopo; non ci sono giunti suoi discorsi.